# 育達科技大学
育達科技大學（いくたつかぎだいがく、Yu Da University of Science and Technology）は、中華民国台湾省苗栗県に位置する私立大学である。苗栗県には本学以外に大学が設置されておらず、人材の県外流出を防ぐ目的をもって設立された高等教育機関である。

## 歴史
| 年     | 月日 | 事跡                             |
| ------ | ---- | -------------------------------- |
| 1991年 | -    | 教育部に学校設立計画書を提出     |
| 1995年 | -    | 学校設立の認可を受ける           |
| 1997年 | -    | 「育達商業技術学院」が開校       |
| 2009年 | 8月  | 校名を「育達商業科技大學」に変更 |
| 2013年 | 8月  | 校名を「育達科技大學」に変更     |

## 組織
- 経営管理学部
  - 販売流通学科（四技）
  - 情報管理学科（四技）
  - マルトメディアゲーム発展技術学科（四技）
- 人文社会学部
  - 応用日本語学科（四技）
  - 幼児保育学科（四技）
  - 社会福祉学科（四技）
- レジャークリエイティブコンテンツ学部
  - レジャー事業管理学科（四技）
  - レジャー運動管理学科（四技）
  - レストラン経営学科（四技）
  - メディアとゲームデザイン学科（四技）
  - 美容とファッションデザイン学科(四技）
- 教養課程センター